# Wolfgang Přiklopil
Wolfgang Přiklopil (Viena, Austria; 14 de mayo de 1962 - ibidem, 24 de agosto de 2006) fue un técnico de comunicaciones austriaco de origen checo. Fue identificado como el secuestrador de Natascha Kampusch, desaparecida en 1998. Cuando Natascha se escapó, Přiklopil la buscó frenéticamente y sin éxito. Se suicidó tirándose a las vías del tren.
Según sus compañeros de trabajo, era misógino, y no había tenido muchas relaciones directas con mujeres. De adolescente había sufrido acoso escolar, y según estudios psicológicos, puede haber sido causa de una perturbación en el cerebro.
Se suicidó el 24 de agosto de 2006 tirándose a las vías de un tren en Viena, a los 44 años.